# Nuraminis
Nuraminis ist eine italienische Gemeinde (comune) mit 2328 Einwohnern (Stand 31. Dezember 2023) in der Metropolitanstadt Cagliari auf Sardinien. Die Gemeinde liegt etwa 27,5 Kilometer nordnordwestlich von Cagliari.

## Verkehr
Durch die Gemeinde führt die Strada Statale 131 Carlo Felice von Cagliari nach Porto Torres. Im westlichen Nachbarort Serramanna liegt der nächste Bahnhof an der Bahnstrecke Cagliari–Golfo Aranci Marittima.